# Desindustrialización de la India
La desindustrialización económica de la India se refiere a un período de reducción estudiada de las actividades industriales dentro de la economía india desde 1757 hasta 1947.
La economía india estuvo controlada bajo el gobierno de la Compañía Británica de las Indias Orientales de 1757 a 1858. Este período involucró principalmente políticas proteccionistas británicas, restringiendo las ventas de bienes y servicios indios dentro de Gran Bretaña mientras inundaba los mercados indios con bienes y servicios británicos de bajo costo, incluido el introducción de productos fabricados a máquina, sin aranceles ni cuotas. En el siglo XIX, el imperio británico había reemplazado a la economía india como el mayor fabricante textil del mundo. A partir de 1858, la economía india estuvo controlada directamente bajo el dominio imperial británico, también conocido como Raj británico. La India continuó ocupada por los británicos hasta que obtuvo su independencia en 1947.
Amiya Bagchi afirmó, sobre la base de cálculos controvertidos que luego fueron criticados por otros académicos, que los procesos de desindustrialización observados en la India eran producto del dominio colonial dirigido intencionalmente a beneficiar a la economía británica. La Revolución Industrial en Europa dependió de un reequilibrio significativo de las actividades artesanales y manufactureras en varias colonias europeas en Asia, incluida la India.

## Economía india entre 1600 y 1800

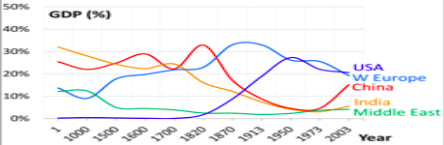
La contribución global de la India al PIB mundial.

Antes de la colonización de la India, el país se había convertido en líder mundial en la producción de productos de lujo en forma de artesanías. Estos artículos de lujo consistían en algodón, seda y marfil, que habían ganado un mercado importante en Europa. Antes del mercantilismo, estos productos se transferían al mercado europeo a través de comerciantes árabes y se consideraban muy importantes para traer oro, plata y otros artículos de intercambio valiosos a los países árabes. Durante el período del mercantilismo, el vínculo entre los mercados europeos y el subcontinente indio se volvió más directo y el comercio se hizo más fácil. La creciente importación de algodón indio a Europa creó una competencia significativa y un declive en la industria lanera británica.
El PIB per cápita de la India, como porcentaje del nivel británico, disminuyó durante el período de los siglos XVII y XVIII de más del 60% del nivel británico al 15% en 1871. En el período comprendido entre 1600 y 1871 se registró una tasa de crecimiento demográfico anual del 0,22%. En comparación con otras naciones, la industria y el comercio crecieron rápidamente durante la misma fase, impulsados por las exportaciones a Europa. La producción de la India mogol representaba alrededor del 25% de la producción industrial mundial en la primera fase del siglo XVIII. Los principales productos exportados a Europa incluyeron índigo, textiles de algodón, especias, sedas y pimientos. La provincia más rica de Bengala Subah, que generó el 50% del PIB y el 12% del PIB mundial, destacó en la fabricación textil; especialmente el comercio de muselina.
Con la introducción de la Compañía Británica de las Indias Orientales y después del cobro de los derechos sobre los ingresos, dejó de importar oro y plata que antes se utilizaban para pagar las exportaciones de la India. El período comprendido entre 1780 y 1860 vio un cambio dinámico en la economía de la India, que pasó de ser un exportador líder mundial de productos procesados a ser un exportador de materias primas a Gran Bretaña y un comprador de productos manufacturados de Gran Bretaña. La principal exportación de seda fina de algodón se desplazó hacia materias primas extraídas colonialmente, como el opio, el índigo y el algodón en rama. Las industrias algodoneras británicas comenzaron a presionar a su gobierno para que estableciera un impuesto a las importaciones a la India. La infraestructura colonial creada por el gobierno británico, incluidos los sistemas legales, ferrocarriles y telégrafos, se movilizó hacia la explotación de recursos, dejando estático el crecimiento industrial y la agricultura incapaz de seguir el ritmo del crecimiento natural de la población. La producción industrial de la India disminuyó rápidamente hasta el 2% de la producción mundial en 1900. Luego, Gran Bretaña reemplazó a la India como el mayor fabricante textil del mundo.

PIB per cápita de la India

La economía del Imperio mogol es bien conocida por la construcción del sistema de carreteras Mughal, el establecimiento de la rupia como moneda estandarizada y la unificación del país. Antes de la desindustrialización, la India era una de las economías más grandes del mundo y representaba aproximadamente una cuarta parte de la economía mundial. La India mogol se considera uno de los períodos más ricos entre las culturas islámicas modernas tempranas. La economía india se especializó en la industrialización y la manufactura, y representaba al menos una cuarta parte de la producción manufacturera mundial antes del siglo XVIII.

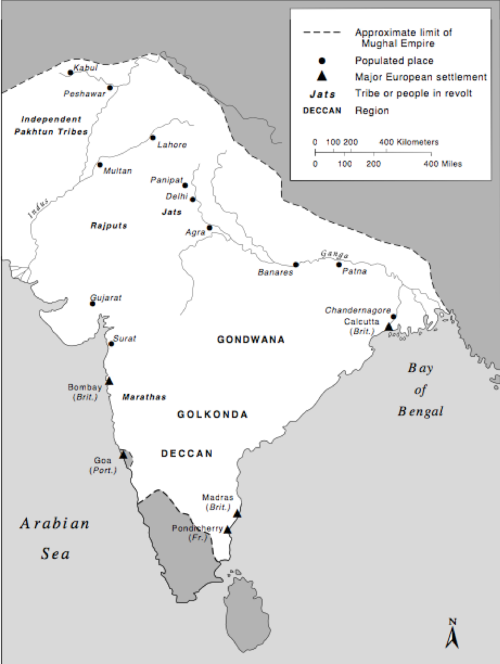
Diagrama del Imperio mogol

La caída del Imperio mogol provocó problemas de oferta agregada de productos manufacturados indios. Las políticas comerciales preferenciales de Gran Bretaña y la reorientación de las cadenas de suministro globales condujeron a importantes ganancias de productividad para el país, con el cambio de la producción artesanal local a productos fabriles. Esto dio como resultado que Gran Bretaña inicialmente obtuviera el control primero del mercado de exportación indio y luego también del mercado interno.

## Gobierno de la Compañía
El gobierno de la compañía en la India se refiere a áreas del subcontinente indio que estaban bajo el gobierno de la Compañía Británica de las Indias Orientales. La Compañía de las Indias Orientales comenzó su dominio sobre el subcontinente indio a partir de la Batalla de Plassey, que finalmente condujo a la derrota de los Subah de Bengala y la fundación de la Presidencia de Bengala en 1765, una de las subdivisiones más grandes de la India británica.

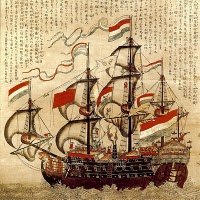
Un buque mercante de la Compañía de las Indias Orientales utilizado durante el gobierno de la empresa para el transporte de carga y trabajadores.

Bajo el gobierno de la Compañía, los grandes mercados indios estaban expuestos a productos británicos que se vendían en la India sin ningún tipo de protección, mientras que los productores indios locales pagaban fuertes impuestos. El imperio británico estableció políticas proteccionistas para restringir la venta de bienes y servicios indios en el extranjero, aunque las materias primas utilizadas en la fabricación textil, como el algodón, se importaban a las fábricas británicas y se trabajaban.
Tras la anexión de Oudh bajo el dominio británico en 1856, todo el subcontinente indio hasta el Himalaya y la mayor parte de Birmania estuvo gobernado por la Compañía o gobernantes locales que estaban aliados con la Compañía en ese momento. Durante el período de gobierno de la Compañía, la Compañía Británica de las Indias Orientales había establecido cuatro sedes principales en todo el subcontinente indio. Los principales territorios británicos en el subcontinente indio incluían la Presidencia de Bengala, la Presidencia de Bombay, la Presidencia de Madrás y las Provincias del Noroeste.
El gobierno de la Compañía y la expansión de la Compañía Británica de las Indias Orientales continuaron hasta la Rebelión India de 1857. Finalmente, el gobierno de la Compañía terminó con la Ley del Gobierno de la India de 1858 después de los acontecimientos de la Rebelión India de 1857, aunque la Compañía Británica de las Indias Orientales fue disuelta formalmente por una ley del Parlamento en 1874.

## Causa de la desindustrialización en la India
Los gobernantes coloniales británicos de la India consideraron la necesidad de aumentar el mercado para el algodón producido por los británicos. El algodón británico a menudo se producía en cantidades excedentes mediante el uso de maquinaria sofisticada y se exportaba a las colonias británicas, donde enfrentaba la competencia de los productores de algodón autóctonos. Los precios de la industria algodonera británica se redujeron para aumentar significativamente su dominio en la India y se impusieron fuertes impuestos a los productores locales. Esto provocó una disminución de la industria algodonera autóctona de las colonias y cayeron las actividades internas asociadas con la producción de algodón indio. La caída de la industria algodonera india es uno de los factores importantes detrás de la caída del PIB indio bajo el dominio británico. En 1600, el PIB per cápita en la India superaba el 60% del nivel de Inglaterra, pero en 1871 había caído a menos del 15%.
La caída de la hegemonía de los mogoles redujo la productividad general de la agricultura y redujo la oferta de cereales. El grano era el principal bien de consumo de los trabajadores indios y no era comercializable. La reducción de la oferta de cereales provocó el aumento de sus precios. Este aumento de los precios y el shock negativo de la oferta provocaron un aumento de los salarios nominales en la industria del algodón y el tejido. La mayor competencia del algodón británico y el aumento de los salarios nominales redujeron la rentabilidad de la industria algodonera de la India. Por lo tanto, el shock negativo de la oferta en la producción agrícola es también una razón importante detrás de la desindustrialización de las industrias algodoneras.
El impacto a corto y largo plazo en los niveles de vida y la tasa de crecimiento del PIB, que proporciona al sector agrícola una ventaja competitiva con el fortalecimiento del avance de la productividad de la tierra en el país o una mayor apertura al mundo, a su vez aumenta el PIB en el corto plazo. Las causas de la desindustrialización son específicas de una región o país, como en el caso de la India en los siglos XIX y XX. El dominio colonial bajo los británicos provocó el declive de las industrias textil y artesanal a través de sus políticas y la introducción de productos fabricados a máquina en el mercado indio. Algunas de las causas de la desindustrialización en la India durante ese período fueron:
- La introducción de productos fabricados a máquina en el subcontinente indio a un precio más barato, lo que provocó el declive de la industria textil tradicional de la India.
- La política arancelaria adoptada por los británicos condujo al declive de la industria artesanal, el gobierno británico comenzó a utilizar políticas comerciales preferenciales según las cuales los productos británicos ingresaban a la India libres de impuestos o sin pago de derechos nominales, mientras que los exportadores indios tenían que pagar altos derechos para exportar productos a Continente británico. Los productores locales también estaban sujetos a un impuesto (3-10%) para ponerlos en pie de igualdad con las importaciones británicas que estaban sujetas a un impuesto de la misma magnitud.[16]
- Causas internas, como no se hicieron esfuerzos para explorar productos para los mercados indios, el mercado de comercio internacional estaba bajo el control de los comerciantes internacionales, los trabajadores manualmente calificados y los comerciantes asociados con él estaban en la lástima de los comerciantes del comercio internacional en la medida de lo posible. Se trataba de la propagación de la oferta o la demanda en los mercados comerciales internacionales. Los gremios u organizaciones de artesanos también eran definitivamente muy débiles en la India en comparación con otras naciones.
- Cambios en las condiciones sociales que resultaron en una disminución constante del empleo manufacturero que requiere acceso a materias primas y recursos naturales.[9]
- El establecimiento del gobierno británico también resultó en la pérdida de poderes de la organización de artesanos y otros organismos que solían supervisar y regular el comercio, lo que resulta en la caída de las materias primas y de los trabajadores calificados, lo que resulta aún más en la disminución del valor de mercado. de los productos.
- La abolición de la cultura cortesana y de los aristócratas urbanos resultó en una disminución de la demanda de estas artesanías a medida que la demanda de productos se agotaba.

## Gobierno bajo el Raj británico (1858-1947)
El dominio de la economía india bajo el Raj británico se refiere al período de dominio imperial directo de los británicos sobre la India de 1858 a 1947, que surgió principalmente debido a la revuelta de los indios contra el dominio de la Compañía. Esto marcó la conquista formal de la India por los británicos.

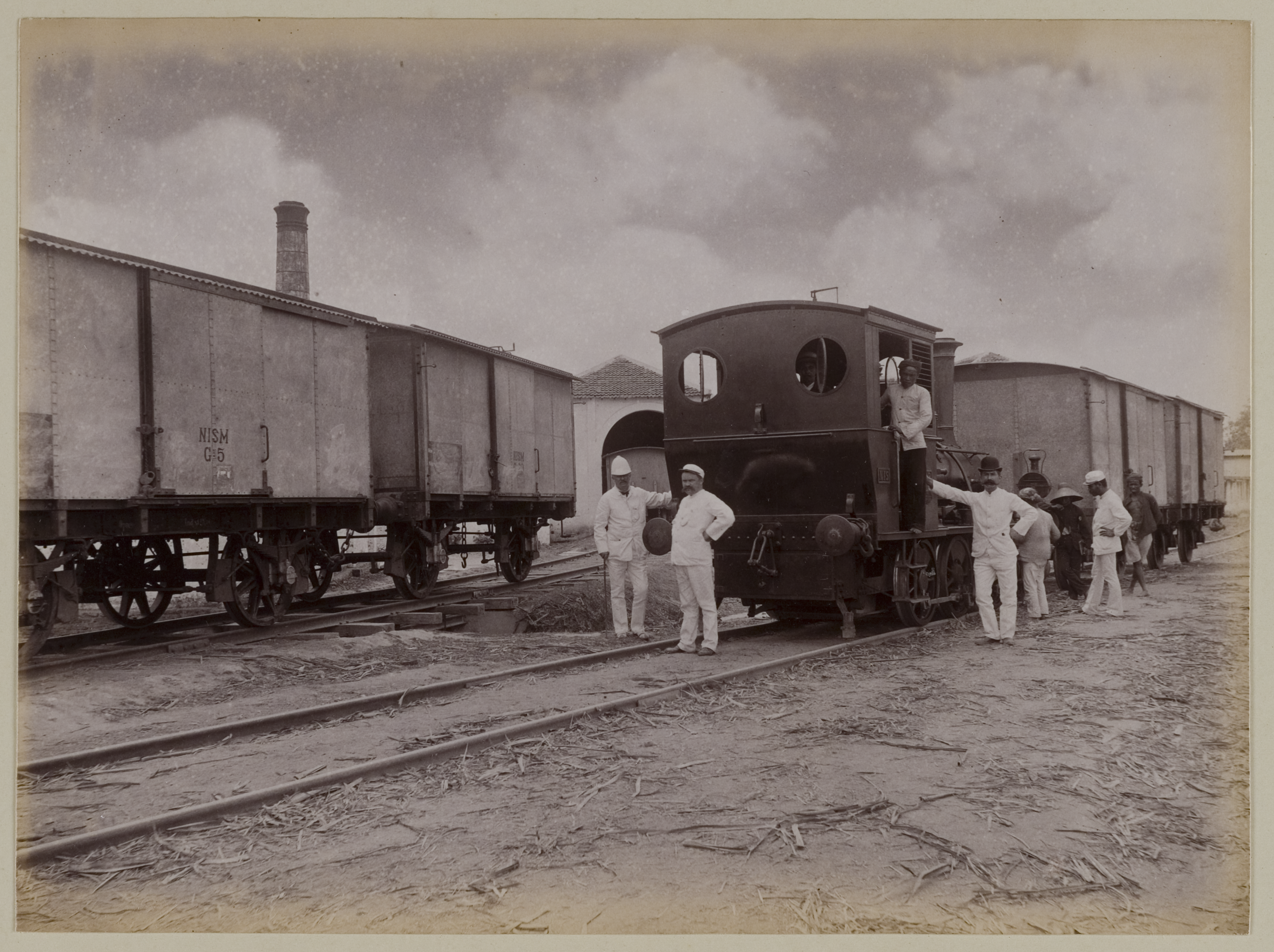
Uno de los primeros tranvías ferroviarios utilizados para transportar azúcar en 1898.

Bajo el gobierno del Raj británico, la economía india se encontraba en un estado de estanflación y mayor desindustrialización, mientras que la economía británica atravesaba la Revolución Industrial. Varias políticas económicas implementadas por el Raj británico también provocaron una grave disminución en los sectores de artesanía (y manualidades) de la economía de la India, lo que resultó particularmente en una gran disminución en la demanda de empleados, bienes y servicios. Aunque el Raj no proporcionó capital a la economía británica, debido a la posición decreciente de Gran Bretaña en la industria siderúrgica en comparación con Estados Unidos y Alemania, el Raj instaló acerías en la India. La Tata Iron and Steel Company (TISCO) operó por primera vez en Bihar en 1908 y luego se convirtió en el mayor y principal productor de acero de la India en 1945.
Grandes cantidades de inversiones realizadas por inversores británicos públicos y privados contribuyeron a un sistema ferroviario renovado en la India, que se utilizó principalmente para el crecimiento económico y el uso militar. Esto llevó a la creación del cuarto sistema ferroviario más grande del mundo. Sin embargo, al principio el uso inicial del sistema ferroviario fue por empresas privadas británicas. En 1837, el primer tren utilizado en el sistema ferroviario para el transporte de mercancías iba desde Red Hills hasta el puente Chintadripet en Madrás. En 1853, el ferrocarril comenzó a utilizarse para servicios de viajes de pasajeros desde Bombay a Thane, y finalmente se expandió por la mayor parte del subcontinente indio. Durante la Primera Guerra Mundial, los trenes se utilizaron para transportar tropas y cereales a otros países como Gran Bretaña y Sudáfrica, aunque al final de la guerra el sistema ferroviario estaba muy deteriorado.
Durante la Gran Depresión, la economía india no se vio significativamente afectada y el gobierno se centró principalmente en el envío de oro a Gran Bretaña. El impacto económico más significativo en la economía india fue la deflación, que afectó directamente a la deuda de los aldeanos, y el comercio exterior de yute en Bengala, un elemento comercial clave durante la década de 1920 que había disminuido significativamente a principios de la década de 1930. Además, la caída de los precios del yute y otros cultivos alimentarios afectó gravemente a los grandes agricultores de la India. Por el contrario, el azúcar se convirtió en un cultivo ampliamente comercializado y en una industria exitosa a principios de los años treinta.

## Impacto de la desindustrialización en la India
El efecto de la desindustrialización en el subcontinente indio es difícil de observar antes de 1810. Las tecnologías impulsadas por las fábricas para la producción de algodón aparecieron entre 1780 y 1820, pero la India comenzó a perder su posición dominante como exportadora de algodón antes de este período debido a los bajos salarios en la industria algodonera de la India. También actuó como catalizador en la migración de mano de obra de la industria algodonera a la industria cerealera india. La capacidad de producción de la industria algodonera india comenzó a disminuir debido al nivel salarial vigente. Además, la desindustrialización india también es difícil de seguir debido a su participación relativamente baja de las exportaciones textiles en la producción textil total.
En la India, en 1920, la relación entre comercio y PIB disminuyó y el comercio internacional reformó la estructura interna de la economía. India se convirtió en uno de los principales mercados para los hilos y telas de algodón fabricados por los británicos y se convirtió en uno de los grandes proveedores de cereales. El precio del algodón disminuyó en más de un tercio en el siglo XX en comparación con el nivel de 1800. La caída de los precios del algodón redujo significativamente la producción de la industria india del hilado manual, considerada la muestra más importante de desindustrialización en la India. La revolución industrial de la industria algodonera británica resultó en la globalización de sus colonias como medio para exportar el exceso de producción. Esto provocó la caída de la producción de algodón en las industrias autóctonas de las colonias debido a los bajos precios del algodón británico y sus productos derivados.
La desindustrialización a gran escala tuvo impactos de gran alcance en la economía con pérdidas para la economía tradicional, que antes se consideraba una mezcla de agricultura y artesanía. El hilado y el tejido que funcionaban como industrias subsidiarias en la vieja economía provocaron diferencias en el equilibrio interior del mercado rural. Como resultado, esto llevó a que los trabajadores manualmente calificados volvieran a la productividad agrícola y dicha superpoblación también disminuyó la eficiencia del sector agrícola. La fragmentación de la propiedad de la tierra, el cultivo excesivo y la utilización de la tierra de baja calidad e infértil son los impactos directos de lo mismo. Creó una gran base de subempleados y desempleados rurales encubiertos. El número de trabajadores contratados en el sector agrícola aumentó de 7,17 millones de rupias a 10,02 millones de rupias en 1931 y los trabajadores empleados industriales disminuyeron de 2,11 millones de rupias a 1,29 millones de rupias durante el mismo período.
La desindustrialización de la India jugó un papel importante en el subdesarrollo y el aumento de la pobreza en el país. La globalización de la India colonial liderada por los británicos provocó una importante afluencia de algodón británico, lo que provocó una caída en la producción de algodón de producción nacional debido a los bajos precios. En consecuencia, el proceso de desindustrialización aumentó el desempleo de los artesanos y empleados de la industria algodonera autóctona de la India. Los artesanos y empleados desempleados recurrieron a la agricultura y esto también contribuyó a la regresión hacia la agricultura y resultó en el excedente de mano de obra de la tierra.

## Secuelas
La India se independizó del gobierno del Raj británico el 15 de agosto de 1947.
India había atravesado reformas socialistas entre los años 1950 y 1990. Antes de la liberalización económica, la India experimentaba bajas tasas de crecimiento económico anual conocidas como la "tasa de crecimiento socialista nehruviana" y bajas tasas de crecimiento del ingreso per cápita.

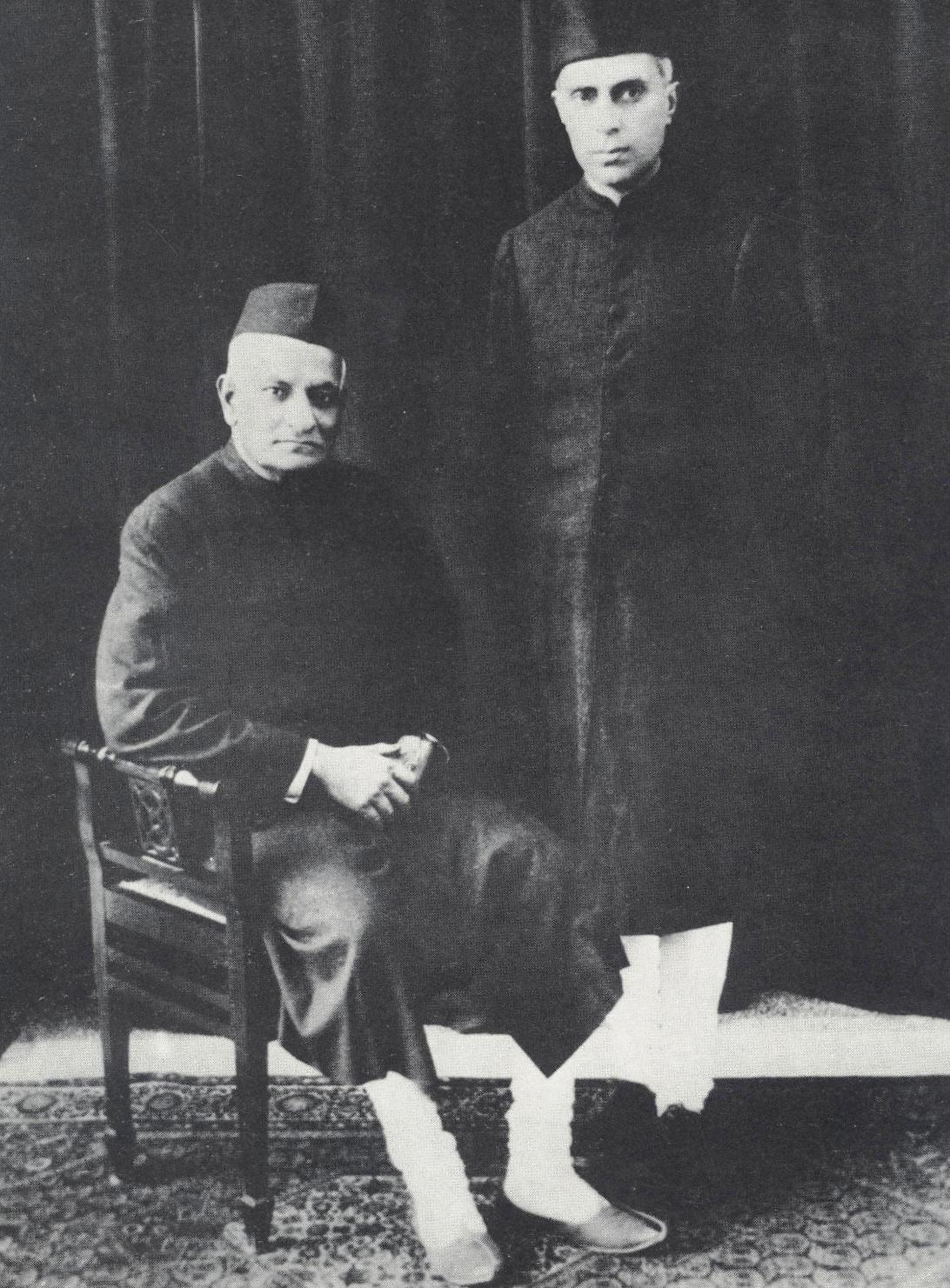
Foto de Jawaharlal Nehru, el primer primer ministro de la India tras el fin del gobierno del Raj británico, y su padre Motilal Nehru, activista por la independencia de la India y abogado.

En la década de 1950, el primer ministro Nehru creó numerosas plantas siderúrgicas bajo la creencia de que la India había necesitado maximizar la producción de acero para que la economía tuviera éxito. Esto llevó a la formación de Hindustan Steel Limited (HSL), una empresa de propiedad gubernamental y al establecimiento de tres plantas siderúrgicas en toda la India durante la década de 1950.
En 1991, la economía india experimentó una liberalización económica. Gracias a ello, la India hizo la transición a un sector más basado en los servicios y el mercado, con especial énfasis en la expansión de la inversión extranjera y privada dentro de la India. Además, en respuesta a la desindustrialización, la liberalización incluyó reducciones de los aranceles e impuestos de importación, además de poner fin a muchos monopolios públicos. La mayoría de los cambios se implementaron como condición para un préstamo de 500 millones de dólares por parte del FMI y el Banco Mundial para rescatar al gobierno de la India en diciembre de 1991.
A finales del siglo XX, la India había hecho la transición hacia una economía de libre mercado, a través de la cual hubo una importante disminución del control estatal sobre la economía de la India y una mayor liberalización financiera.

## Datos económicos
Antes de la desindustrialización, la economía india representaba aproximadamente el 25% de la economía mundial. Los datos económicos recopilados por la OCDE muestran que el crecimiento durante el reinado del Imperio Mughal fue más del doble de rápido que unos quinientos años antes de la era Mughal. Bajo el gobierno del Raj británico, de 1880 a 1920, la tasa de crecimiento del PIB y la tasa de crecimiento demográfico de la economía india aumentaron aproximadamente un 1%.
Tras la desindustrialización, la participación de la India en la economía mundial había caído a aproximadamente el 4% en la década de 1950.
La tasa de crecimiento anual de la India se mantuvo aproximadamente en alrededor del 3,5% antes de la liberalización económica. El crecimiento del ingreso per cápita había promediado alrededor del 1,3% anual.
La tasa de crecimiento del PIB de la India aumentó lentamente hasta el 7% en el período 2018-19.
Durante 2018, India se convirtió en la economía emergente más rápida del mundo. Se prevé que la India volverá a ser una de las tres economías más grandes del mundo para 2034.
Para 2025, se espera que la población india en edad de trabajar represente al menos una cuarta parte de la población en edad de trabajar de la economía mundial.
Para 2035, se espera que las cinco ciudades más grandes de la India tengan economías de tamaño similar a las de ingresos medios.

## Conclusión de la desindustrialización en la India
Amiya Bagchi considera que la tasa de crecimiento económico ha sido insuficiente para compensar la trayectoria de desindustrialización, afirmando: "Así, el proceso de desindustrialización resultó ser un proceso de pura inmoderación para varios millones de personas..."